# Aeroporti nelle Samoa Americane
La seguente è una lista degli aeroporti nelle Samoa Americane:
| Città     | Isola   | ICAO | IATA | Nome aeroporto                        | Coordinate               |
| --------- | ------- | ---- | ---- | ------------------------------------- | ------------------------ |
| Luma      | Taʻu    |      | TAV  | Aeroporto di Taʻu                     | 14.229167°S 169.511111°W |
| Maia      | Taʻu    | NSFQ | FTI  | Aeroporto di Fitiuta                  | 14.216111°S 169.423611°W |
| Ofu       | Ofu     | NSAS | OFU  | Aeroporto di Ofu                      | 14.184167°S 16.67°W      |
| Pago Pago | Tutuila | NSTU | PPG  | Aeroporto Internazionale di Pago Pago | 14.279444°S 170.700556°W |

## Fonti
- Airport Codes, su airport-codes.findthedata.org.
- Airnav.com.